# Ali Saleem
Ali Saleem, Urdu علی سلی  (* 1980 in Islamabad) ist ein pakistanischer Fernsehmoderator und Schauspieler.
Saleem, der Sohn eines in Ruhestand getretenen Armeeoffiziers, wurde 1998 landesweit bekannt, als er die ehemalige Premierministerin Benazir Bhutto in der beliebten Fernsehshow Hum Sub Umeed Se Hai imitierte.
präsentierte mit seiner wöchentlichen Talkshow Late Night Show with Begum Nawazish Ali von 2005 bis etwa 2010 eine der beliebtesten pakistanischen Fernsehsendungen. Als Dragqueen Begum Nawazish Ali, einen Sari tragend, stellte er seinen prominenten Gästen anzügliche und provokante Fragen. Neben Schauspielern befanden sich unter den Gästen auch Politiker. Auf Druck der Regierung wurde die Sendung eingestellt.
Ab 2016 moderierte Saleem kurzzeitig die Late Late Show with Ali Saleem auf Dawn News TV, diesmal nicht als Dragqueen. 2019 arbeitete Saleem an einer Webserie, mit Begum Nawazish Ali als Gastgeberin.
Saleem lebt in Islamabad.

## Filmografie
- 2015: Mor Mahal von Sarmad Khoosat[3]